# رائول (جورجیا)
رائول (به انگلیسی: Raoul) یک منطقهٔ مسکونی در ایالات متحده آمریکا است که در شهرستان هبرشام، جورجیا واقع شده‌است. رائول ۵٫۲۲ کیلومتر مربع مساحت و ۲٬۵۵۸ نفر جمعیت دارد و ۴۳۳ متر بالاتر از سطح دریا واقع شده‌است.